# Nekrolog 1584
Nekrolog
◄◄
| ◄
| 1580
| 1581
| 1582
| 1583
| 1584 | 1585 | 1586 | 1587 | 1588 | ► | ►►
Weitere Ereignisse | Allgemeiner Nekrolog 1584
Die Beschreibung der verstorbenen Person sollte so kurz wie möglich gehalten sein und nur deren signifikante Tätigkeit(en) enthalten.
Neue Namen ggf. auch unter dem Geburts- und Sterbedatum, also etwa unter 1. Januar und im Geburts- und Sterbejahr (2024) eintragen (nur bei entsprechender großer Wichtigkeit). Für Beispiele siehe die schon vorhandenen Artikel.
Außerdem über die fünf zuletzt Verstorbenen, zu denen es einen ausreichend guten Artikel für eine Präsentation auf der Hauptseite gibt, nach der todesbedingten Überarbeitung der Artikel ggf. auch unter Wikipedia Diskussion:Hauptseite informieren und sie am besten auch in den anderen Wikipedia-Sprachversionen eintragen. Tipp: Regelmäßig bei news.google.de nach „ist tot“, „gestorben“ oder „verstorben“ suchen.
Wenn eine Person gestorben ist, gibt es viele Seiten zu dieser Person in der Wikipedia, die davon auch betroffen sind und entsprechend aktualisiert werden müssen. Beispiele: Namenübersichtsseite, Geburtsjahr, Geburtsort-Seiten und viele mehr.
Wie finde ich die betroffenen Seiten?
Im Suchfeld auf der linken Seite gibt man den Suchbegriff so ein: „Vorname Nachname“. Dann klickt man auf Volltext und alle Seiten mit entsprechendem Suchtext werden aufgerufen. Hier sieht man dann schnell, wo auch das Todesjahr Sinn macht oder sogar ein Teil des Artikels angepasst werden muss. Auch hilft das „Werkzeug“ auf der linken Seite sehr gut, um solche Seiten aufzufinden: „Links auf diese Seite“. Somit ist die Wikipedia wieder aktuell in allen Bereichen! Hinweis: bei Eintragung der Kategorie „Gestorben JAHR“ wird der Missbrauchsfilter 49 ausgelöst, was jedoch nicht schlimm ist. Siehe: Spezial:Missbrauchsfilter/49
Dies ist eine Liste von im Jahr 1584 verstorbenen bekannten Persönlichkeiten. Die Einträge erfolgen innerhalb der einzelnen Daten alphabetisch sortiert. Tiere sind im Nekrolog für Tiere zu finden.

## Januar
| Tag        | Name               | Beruf, bekannt als                                                                             | Alter | Beleg |
| ---------- | ------------------ | ---------------------------------------------------------------------------------------------- | ----- | ----- |
| 4. Januar  | Tobias Stimmer     | Schweizer Maler und Zeichner                                                                   | 44    |       |
| 11. Januar | William Carter     | englischer Märtyrer                                                                            |       |       |
| 12. Januar | Petrus Cimdars     | deutscher lutherischer Theologe                                                                |       |       |
| 28. Januar | Rotger Linden      | Abt des Klosters Grafschaft                                                                    |       |       |
| 29. Januar | Wolf von Schönberg | Feldherr und Beamter im Dienste der sächsischen Kurfürsten Johann Friedrich, Moritz und August |       |       |
| 30. Januar | Pieter Pourbus     | flämischer Maler, Kartograph, Ingenieur und Landvermesser                                      |       |       |

## Februar
| Tag         | Name                       | Beruf, bekannt als                                 | Alter | Beleg |
| ----------- | -------------------------- | -------------------------------------------------- | ----- | ----- |
| 3. Februar  | Bernal Díaz del Castillo   | spanischer Soldat und Chronist unter Hernán Cortés |       |       |
| 18. Februar | Antonio Francesco Grazzini | italienischer Dichter                              | 79    |       |
| 19. Februar | Detmar Kenckel             | Bürgermeister von Bremen                           | 70    |       |
| 22. Februar | Gianfranco Carducci        | italienischer römisch-katholischer Bischof         |       |       |

## März
| Tag      | Name                             | Beruf, bekannt als                                                                       | Alter | Beleg |
| -------- | -------------------------------- | ---------------------------------------------------------------------------------------- | ----- | ----- |
| 5. März  | Christoph von Freyberg-Eisenberg | Fürstpropst von Ellwangen                                                                |       |       |
| 10. März | Thomas Norton                    | englischer Dichter und Dramatiker, sowie Jurist                                          |       |       |
| 22. März | Wilhelm von Hofkirchen           | österreichischer Feldmarschall, Hofkriegsrats-Präsident und Förderer des Protestantismus |       |       |
| 22. März | Hans Rueber zu Pixendorf         | österreichisch-ungarischer General und Förderer der Reformation                          |       |       |
| 28. März | Iwan IV.                         | erster gekrönter russischer Zar                                                          | 53    |       |

## April
| Tag       | Name                   | Beruf, bekannt als                                                           | Alter | Beleg |
| --------- | ---------------------- | ---------------------------------------------------------------------------- | ----- | ----- |
| 2. April  | Sigmund Kulbinger      | Abt im Kloster Ebersberg                                                     |       |       |
| 20. April | John Finch             | britischer katholischer Märtyrer                                             |       |       |
| 20. April | Maximilian Mörlin      | evangelischer Theologe, Hofprediger, Superintendent in Coburg und Reformator | 67    |       |
| 24. April | Ulrich Molitor         | deutsch-österreichischer Ordensgeistlicher, Abt des Stiftes Heiligenkreuz    |       |       |
| 27. April | Mikołaj Radziwiłł Rudy | Kanzler und Großhetman von Litauen                                           |       |       |
| 29. April | Michael Suppan         | deutscher Universitätsrektor und Generalvikar                                |       |       |
| 30. April | Michael Barth          | deutscher Mediziner, Universitätsprofessor und Dichter                       |       |       |

## Mai
| Tag     | Name                  | Beruf, bekannt als                           | Alter | Beleg |
| ------- | --------------------- | -------------------------------------------- | ----- | ----- |
| 10. Mai | Luigi Cornaro         | venezianischer Kardinal der Römischen Kirche | 67    |       |
| 16. Mai | Georg Agricola        | Bischof von Lavant                           |       |       |
| 27. Mai | Guy Du Faur de Pibrac | französischer Dichter                        |       |       |
| 29. Mai | Paul de Foix          | französischer Erzbischof und Diplomat        |       |       |

## Juni
| Tag      | Name                                      | Beruf, bekannt als                                                                           | Alter | Beleg |
| -------- | ----------------------------------------- | -------------------------------------------------------------------------------------------- | ----- | ----- |
| 2. Juni  | Werner Starke                             | deutscher Jurist, Sekretär des Hansekontors in Bergen und Ratssekretär der Hansestadt Lübeck |       |       |
| 10. Juni | François-Hercule de Valois, duc d’Alençon | Sohn des französischen Königs Heinrich II. und französischer General                         | 29    |       |
| 13. Juni | Johannes Sambucus                         | ungarischer Arzt, Philologe, Polyhistor, Dichter, Kunstsammler und Mäzen                     |       |       |
| 14. Juni | Abraham Buchholzer                        | evangelischer Theologe, Pädagoge und Historiker                                              | 54    |       |
| 14. Juni | Claude de La Baume                        | Kardinal der römisch-katholischen Kirche                                                     |       |       |
| 25. Juni | Ulrich Fugger                             | Humanist                                                                                     | 58    |       |

## Juli
| Tag      | Name                                 | Beruf, bekannt als                                              | Alter | Beleg |
| -------- | ------------------------------------ | --------------------------------------------------------------- | ----- | ----- |
| 4. Juli  | Christoph von Dohna                  | preußischer Burggraf, dänischer Militär, Politiker und Diplomat |       |       |
| 10. Juli | Francis Throckmorton                 | Verschwörer gegen Königin Elisabeth I.                          |       |       |
| 10. Juli | Wilhelm I.                           | Führer im niederländischen Unabhängigkeitskrieg gegen Spanien   |       |       |
| 13. Juli | Armgard                              | Gräfin von Rietberg                                             |       |       |
| 14. Juli | Balthasar Gérard                     | französischer Attentäter, Mörder Wilhelm von Oraniens           |       |       |
| 20. Juli | Elisabeth von Regenstein-Blankenburg | Äbtissin des Stifts Quedlinburg                                 |       |       |
| 24. Juli | Johann Sagittarius                   | deutscher lutherischer Theologe                                 | 53    |       |
| 28. Juli | Bitter von Raesfeld                  | Domherr in Münster und Eichstätt                                |       |       |

## August
| Tag        | Name                | Beruf, bekannt als                                                                                | Alter | Beleg |
| ---------- | ------------------- | ------------------------------------------------------------------------------------------------- | ----- | ----- |
| 1. August  | Marcantonio Colonna | italienischer Admiral                                                                             | 49    |       |
| 3. August  | Jörg Gail           | Schulmeister, Notar, Verfasser des Itinerars Raißbüchlin                                          |       |       |
| 12. August | Carlo Sigonio       | italienischer Humanist und Historiker                                                             |       |       |
| 17. August | Seyfried Rybisch    | deutscher Kammerrat in kaiserlichen Diensten und Gelehrter                                        | 53    |       |
| 22. August | Jan Kochanowski     | polnischer Dichter                                                                                |       |       |
| 29. August | Pedro Ponce de León | spanischer römisch-katholischer Geistlicher; Benediktiner; Mönch des Klosters San Salvador de Oña |       |       |

## September
| Tag                  | Name                         | Beruf, bekannt als                                 | Alter | Beleg |
| -------------------- | ---------------------------- | -------------------------------------------------- | ----- | ----- |
| 1. oder 2. September | Hans Lufft                   | deutscher Buchdrucker in der Lutherzeit            |       |       |
| 7. September         | Jacques II. de Crussol       | französischer Adliger und Militär                  | 44    |       |
| 12. September        | Hermann von Velen der Ältere | kaiserlicher Hofmarschall und Amtsdroste in Meppen | 67    |       |
| 18. September        | Petrus Medmann               | deutscher Theologe und Diplomat                    | 76    |       |
| 24. September        | Adam Siber                   | deutscher Humanist und Pädagoge                    |       |       |
| 28. September        | Johann Piccart               | deutscher Theologe und Geistlicher                 | ~44   |       |

## Oktober
| Tag         | Name           | Beruf, bekannt als                          | Alter | Beleg |
| ----------- | -------------- | ------------------------------------------- | ----- | ----- |
| 17. Oktober | Paul Mathesius | lutherischer Theologe                       | 36    |       |
| 17. Oktober | Adam Tratziger | Jurist, Syndicus und holsteinischer Kanzler |       |       |

## November
| Tag          | Name                 | Beruf, bekannt als                            | Alter | Beleg |
| ------------ | -------------------- | --------------------------------------------- | ----- | ----- |
| 3. November  | Karl Borromäus       | Kardinal und Heiliger der katholischen Kirche | 46    |       |
| 8. November  | Francisco Torres     | spanischer katholischer Theologe              |       |       |
| 17. November | Erich II.            | Herzog von Braunschweig-Lüneburg              | 56    |       |
| 27. November | Christoph Walther II | deutscher Bildhauer                           | 50    |       |

## Dezember
| Tag          | Name                          | Beruf, bekannt als                                                                      | Alter | Beleg |
| ------------ | ----------------------------- | --------------------------------------------------------------------------------------- | ----- | ----- |
| 5. Dezember  | Bernhard Walther              | österreichischer Rechtsgelehrter, Professor und innerösterreichischer Regierungskanzler |       |       |
| 13. Dezember | Jean d’Amboise                | französischer Chirurg                                                                   |       |       |
| 17. Dezember | Matthäus Blöchinger           | evangelischer Pfarrer, Mathematik- und Hebräischprofessor                               |       |       |
| 26. Dezember | Giovanni Francesco Commendone | Kardinal der katholischen Kirche                                                        | 61    |       |
| 30. Dezember | Abū Bakr ibn Sālim            | sufischer Gelehrter                                                                     | 71    |       |
| 31. Dezember | Paul vom Stein                | deutscher Mediziner, Physiker und Pädagoge                                              |       |       |
| Dezember     | Pankraz Wagner                | deutscher Bildhauer                                                                     |       |       |

## Datum unbekannt
| Tag | Name                             | Beruf, bekannt als                                                     | Alter | Beleg |
| --- | -------------------------------- | ---------------------------------------------------------------------- | ----- | ----- |
|     | Paolo Aretino                    | italienischer Komponist                                                |       |       |
|     | Margaret Ball                    | irische Selige und Märtyrer                                            |       |       |
|     | Pieter Baltens                   | flämischer Maler                                                       |       |       |
|     | Nicolaas Meyndertsz van Blesdijk | niederländischer Vertreter der Täuferbewegung                          |       |       |
|     | Wilhelm Eisengrein               | deutscher katholischer Theologe, Historiker und Jurist                 |       |       |
|     | Cornelis Andriesz Boelens Loen   | holländischer Staats- und Ratsmann                                     |       |       |
|     | Frantz Friderich                 | deutscher Medailleur, Holzschneider und Kupferstecher                  |       |       |
|     | Aegidius Gutmann                 | deutscher Alchemist                                                    |       |       |
|     | Johann Moninger                  | deutscher Poet, Historiker, Arzt, Apotheker und Archivar               |       |       |
|     | Thomas Philipp von Murach        | deutscher Adeliger, Herr der Hofmark Niedermurach                      |       |       |
|     | Griffith Rice                    | walisischer Adliger                                                    |       |       |
|     | Moritz Steinmetz                 | deutscher Mathematiker und Astronom                                    |       |       |
|     | Ludger tom Ring der Jüngere      | deutscher Maler                                                        |       |       |
|     | Yi I                             | koreanischer Philosoph und Schriftsteller zur Zeit der Joseon-Dynastie |       |       |
|     | Johannes Zygomalas               | Gelehrter, Philologe, Handschriftenkopist und Würden- bzw. Amtsträger  |       |       |